# Chorebus orbiculatae
Chorebus orbiculatae är en stekelart som beskrevs av Graham C. D. Griffiths 1967. Chorebus orbiculatae ingår i släktet Chorebus och familjen bracksteklar. Inga underarter finns listade i Catalogue of Life.